# Plantum
Plantum is een Nederlandse brancheorganisatie voor bedrijven uit de sector veredeling, vermeerdering en opkweek van zaden- en jonge planten. De bedrijven lid van deze vereniging zijn werkzaam in de land- en tuinbouw.
De directeur van de vereniging is Niels Louwaars en de huidige voorzitter is Jaap Mazereeuw van Enza Zaden.

## Vereniging
De vereniging kent ongeveer 350 leden, van eenmansbedrijven en kleine familiebedrijven tot en met multinationale bedrijven. De leden van Plantum vertegenwoordigen een gezamenlijk economisch belang van ongeveer 3,3 miljard euro omzet en zijn een belangrijke internationale speler. 
De vereniging Plantum heeft een bestuur en een secretariaatsbureau  met gespecialiseerde eigen beleidsmedewerkers op verschillende gebieden.

## Geschiedenis
De vereniging Plantum is opgericht op 1 april 2001. De vereniging is ontstaan uit een fusie van de brancheorganisaties CIOPORA Nederland, de Nederlandse Vereniging van Plantenkwekers (NVP), de Nederlandse Vereniging voor Zaaizaad en Plantgoed (NVZP) en de sectie uitgangsmateriaal van de Vereniging van Groothandelaren in Bloemkwekerijproducten(VGB).

## Thema's
De missie van de vereniging Plantum is: Het creëren namens en met de leden van de best mogelijke (inter)nationale businessomgeving voor de sector veredeling, vermeerdering en productie van zaden en jonge planten. Dit doet de vereniging door zich in te zetten voor de belangen van de leden en op te treden namens de sector als gesprekspartner voor overheden en belangengroeperingen. Versteviging van de internationale concurrentiepositie van de sector en van groepen aangesloten leden staat hierbij centraal. Daarnaast functioneert de vereniging als initiator van nieuwe ontwikkelingen en vraagbaak voor de leden en andere geïnteresseerden.
Als belangrijke beleidsthema's noemt Plantum:
- Biodiversiteit
- Biologisch uitgangsmateriaal
- Duurzaamheid
- Gewasbescherming en Milieu
- Internationaal beleid
- Intellectueel eigendom
- Markttoegang en Fytosanitair beleid
- Onderzoek
- Sociale zaken
- Veredelingsmethoden